# Ogmore (circonscription du Senedd)
Ne doit pas être confondu avec Ogmore (circonscription britannique).
Ogmore est une circonscription de l'Assemblée nationale du pays de Galles.

## Membres de l'Assemblée
| Élection | Élection | Membre             | Parti  | Portrait |
| -------- | -------- | ------------------ | ------ | -------- |
|          | 1999     | Janice Gregory     | Labour |          |
|          | 2016     | Huw Irranca-Davies | Labour |          |

## Élections

### Élections dans les années 2010
| Élections de l'Assemblée galloise 2016: Ogmore |                   |                    |        |      |       |
| Parti                                          | Parti             | Candidat           | Votes  | %    | ±     |
|                                                | Labour            | Huw Irranca-Davies | 12,895 | 55.2 | -8.7  |
|                                                | Plaid Cymru       | Tim Thomas         | 3,427  | 14.7 | -2.0  |
|                                                | UKIP              | Elizabeth Kendall  | 3,233  | 13.8 | +13.8 |
|                                                | Conservateur      | Jamie Wallis       | 2,587  | 11.1 | -3.5  |
|                                                | Liberal Democrats | Anita Davies       | 698    | 3.0  | -1.9  |
|                                                | Green             | Laurie Brophy      | 516    | 2.2  | +2.2  |
| Majorité                                       | Majorité          | Majorité           | 9,468  | 40.5 | -6.8  |
| Participation                                  | Participation     | Participation      | 20,769 | 42.9 | +6.5  |
|                                                | Labour hold       | Labour hold        | Swing  |      |       |

| Élections de l'Assemblée galloise 2011: Ogmore |                   |                |        |      |       |
| Parti                                          | Parti             | Candidat       | Votes  | %    | ±     |
|                                                | Labour            | Janice Gregory | 12,995 | 63.9 | +12.3 |
|                                                | Plaid Cymru       | Danny Clark    | 3,379  | 16.7 | −0.3  |
|                                                | Conservateur      | Martyn Hughes  | 2,945  | 14.5 | +2.8  |
|                                                | Liberal Democrats | Gerald Francis | 985    | 4.9  | −4.6  |
| Majorité                                       | Majorité          | Majorité       | 9,576  | 47.3 | +12.6 |
| Participation                                  | Participation     | Participation  | 20,264 | 36.4 | −3.6  |
|                                                | Labour hold       | Labour hold    | Swing  | +6.3 |       |

### Élections dans les années 2000
| Élections de l'Assemblée galloise 2007: Ogmore |                   |                     |        |      |      |
| Parti                                          | Parti             | Candidat            | Votes  | %    | ±    |
|                                                | Labour            | Janice Gregory      | 11,761 | 51.7 | −7.2 |
|                                                | Plaid Cymru       | Sian M. Caiach      | 3,861  | 17.0 | −3.1 |
|                                                | Conservateur      | Norma Lloyd-Nesling | 2,663  | 11.7 | +2.6 |
|                                                | Indépendant       | Steve B. Smith      | 2,337  | 10.3 | N/A  |
|                                                | Liberal Democrats | Martin Plant        | 2,144  | 9.4  | +0.0 |
| Majorité                                       | Majorité          | Majorité            | 7,900  | 34.7 | -4.1 |
| Participation                                  | Participation     | Participation       | 22,766 | 40.0 | +6.5 |
|                                                | Labour hold       | Labour hold         | Swing  | −2.1 |      |

| Élections de l'Assemblée galloise 2003: Ogmore |                   |                      |        |      |       |
| Parti                                          | Parti             | Candidat             | Votes  | %    | ±     |
|                                                | Labour            | Janice Gregory       | 9,874  | 58.9 | +10.7 |
|                                                | Plaid Cymru       | Janet Davies         | 3,370  | 20.1 | −7.0  |
|                                                | Liberal Democrats | Jacqueline Radford   | 1,567  | 9.4  | +2.5  |
|                                                | Conservateur      | Richard J. Hill      | 1,53   | 9.1  | +2.5  |
|                                                | Socialist Labour  | Christopher Herriott | 410    | 2.5  | N/A   |
| Majorité                                       | Majorité          | Majorité             | 6,504  | 38.8 | +18.7 |
| Participation                                  | Participation     | Participation        | 16,753 | 33.5 | −8.0  |
|                                                | Labour hold       | Labour hold          | Swing  | +8.9 |       |

### Élections dans les années 1990
| Élections de l'Assemblée galloise 1999: Ogmore |                                  |                    |        |      |     |
| Parti                                          | Parti                            | Candidat           | Votes  | %    | ±   |
|                                                | Labour                           | Janice Gregory     | 10,407 | 48.2 | N/A |
|                                                | Plaid Cymru                      | John D. Rogers     | 5,842  | 27.1 | N/A |
|                                                | Indépendant                      | Ralph G. Hughes    | 2,439  | 11.3 | N/A |
|                                                | Liberal Democrats                | Sheila Ramsay-Waye | 1,496  | 6.9  | N/A |
|                                                | Conservateur                     | Chris B. Smart     | 1,415  | 6.6  | N/A |
| Majorité                                       | Majorité                         | Majorité           | 4,565  | 21.1 | N/A |
| Participation                                  | Participation                    | Participation      | 21,599 | 41.5 | N/A |
|                                                | Labour Vainqueur (nouveau siège) |                    |        |      |     |